# Скупий (п'єса)
«Скупий» (фр. L'Avare) — комедія на 5 дій французького письменника Мольєра.
Створена в 1668 році. Перша постановка: 9 вересня 1668 року у театрі Пале-Рояль, Париж (в ролі Гарпагона — сам Мольєр).
Перше видання вийшло в 1669 році («L'Avare», ed J. Ribou, 1669). Українською мовою комедія вперше була перекладена Володмиром Самійленком.

## Дійові особи та перші виконавці

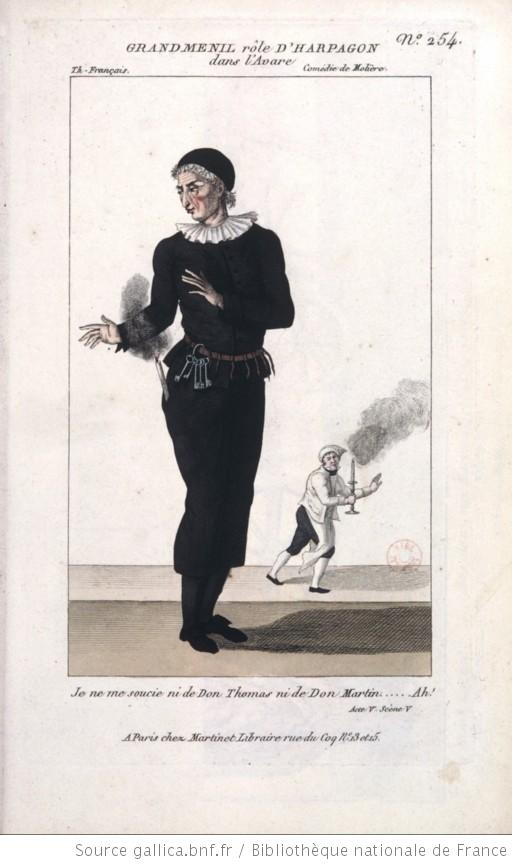
Актор Гранменіль в ролі Гарпагона, 1790 рік.

- Гарпагон[1], батько Клеанта й Елізи, закоханий у Маріанну (Жан-Батист Поклен, прозваний Мольєром).
- Клеант, син Гарпагона, коханий Маріанни (Шарль Варле, прозваний Лагранжем).
- Еліза, дочка Гарпагона, кохана Валера (Арманда Бежар).
- Валер, син Ансельма, коханий Елізи (Філібер Гассо, прозваний Дю-Круазі).
- Маріанна, кохана Клеанта, яку любить Гарпагон (пані Нетрі).
- Ансельм, батько Валера і Маріанни.
- Фрозина, посередниця в сердечних справах (Мадлена Бежар).
- Симон, маклер (Рене Бертело, прозваний Дюпарком).
- Жак, кухар і кучер Гарпагона (Андре Юбер).
- Лафлеш, слуга Клеанта (Луї Бежар).
- Клод, служниця Гарпагона.

## Сюжет
Сюжет запозичений з комедії Плавта «Кубушка» (лат. Aulularia).
Головний герой Гарпагон — дуже скупий багатий чоловік, який не любить нікого й нічого, крім своїх грошей. Щоб його багатство нікому не дісталося, він зариває гроші в саду. Власних дорослих дітей він тримає у злиднях, а крім того вирішив їх теж вигідно прилаштувати: для дочки в женихи знайшов багатого старого пана Ансельма, для сина — небідну вдову у віці. Самому ж йому подобається молода дівчина Маріанна, з якої він має намір побратися.
Однак усім жорстоким планам багатого жадоби не судилося збутися. Молоді люди самостійно вирішують долі свої і своїх коханих. А основним помічником у їх нелегких амурних справах став спритний слуга Лафлеш — він знайшов у саду скриньку з грошима Гарпагона і викрав її. Починається метушня, в крадіжці підозрюються всі, а попутно розкриваються наміри закоханих. Лише з приходом пана Ансельма задля знайомства з майбутньою нареченою, дочкою Гарпагона Елізою, відкрилося, що Валер і Маріанна — брат і сестра, діти знатного неаполітанця дона Томазо, що нині проживає в Парижі під ім'ям пана Ансельма: справа в тому, що шістнадцятьма роками раніше дон Томазо з сім'єю плив на кораблі, але корабель потрапив у бурю та потонув; всі люди, що вижили, були впевнені в загибелі один одного. Тепер пан Ансельм знайшов свою сім'ю, і його одруження на Елізі скасовується. Гарпагону нічого іншого не залишалося, як погодитися на весілля закоханих — правда, за умови, що йому повернуть дорогоцінну скриньку, а пан Ансельм, він же дон Томазо, візьме на себе витрати по обох весіллях і відшкодує комісару поліції час, витрачений на складання протоколу про крадіжку.

## Екранізації
- 1910 — «Скупий», Франція (фільм Андре Кальмета)
- 1980 — «Скупий», Франція, режисери Жан Жиро та Луї де Фюнес; Гарпагон — Луї де Фюнес.
- 1990 — «Скупий», Франція, режисер — Тоніно Черви